# Edmundo Rivero
Pour les articles homonymes, voir Rivero.
Leonel Rivero Edmundo, né le 8 juin, 1911 et mort le 18 janvier 1986, est un chanteur de tango, compositeur et imprésario argentin.

## Biographie
Il naît à Valentín Alsina, dans la banlieue sud de Buenos Aires. En suivant son père dans plusieurs de ses voyages, il découvre le style de vie et la musique des gauchos de la province de Buenos Aires. Son arrière-grand-père maternel, nommé Lionel, était un immigrant britannique qui s'est battu contre les tribus des Pampas au milieu du XIXe siècle.
À l'adolescence, la famille de Rivero déménage dans le quartier de Belgrano, à l'époque où le tango devient un phénomène de danse, mais aussi une forme musicale de plus en plus complexe sous l'impulsion des compositeurs Eduardo Arolas, Agustín Bardi et Juan Carlos Cobián (ABC). Dans le même temps, les paroles de tango évoluent de la grivoiserie légère vers des narrations plus complexes autour de l'amour et de l'honneur viril.
Rivero apprend la guitare classique et suit une formation de chanteur. Sa voix de baryton-basse profonde est l'une de ses marques de fabrique tout comme ses mains énormes (dues à son acromégalie) qui ont fait l'objet de nombreuses plaisanteries.

### Le chanteur
Après avoir travaillé en chantant des reprises dans de petites salles, il fait sa première apparition à la radio dans un duo avec sa sœur Eva sur Radio Cultura. Au début des années 1930, il alterne les émissions radiophoniques et les concerts de danse.
Après avoir chanté pour le chef d'orchestre José De Caro en 1935, ses qualités attirent l'attention du frère de José, Julio de Caro. Celui-ci embauche Rivero dans son orchestre, qui incorporait des instruments non traditionnels et faisait partie de la salle de bal du théâtre Pueyrredón à Flores. Rivero y gagne en renommée, et également le surnom qui lui restera : el feo (le mec laid).
Même si Rivero apparaît dans de nombreux films argentins des années 1930 et 1940, le début des années 1940 est une période d'incertitude pour lui. Même les chefs d'orchestre qui l'ont déjà embauché (comme Humberto Canaro) ne le gardent plus longtemps. Plus tard, Rivero dira que sa voix grave était un handicap pendant cette période.
En 1944, Rivero rejoint Horacio Salgán. Son engagement de trois ans n'a laissé aucun enregistrement (avec ses influences de Bartók, Salgán était trop éloigné du goût du public de tango) mais lui vaut le respect des musiciens d'avant-garde et de jazz. Pour joindre les deux bouts, Rivero travaille en duo avec le chanteur Carlos Bermúdez qui enregistre des tangos dans une veine plus commerciale pour le marché colombien.
En 1947, Rivero est embauché par Aníbal Troilo, qui enchaîne alors les enregistrements de nouvelles chansons à succès, beaucoup d'entre eux en collaboration avec le parolier Homero Manzi. Au cours de ses trois années avec Troilo, Rivero partage la vedette avec Floreal Ruiz et Aldo Calderón, et enregistre 22 chansons, dont le méga-hit Sur.

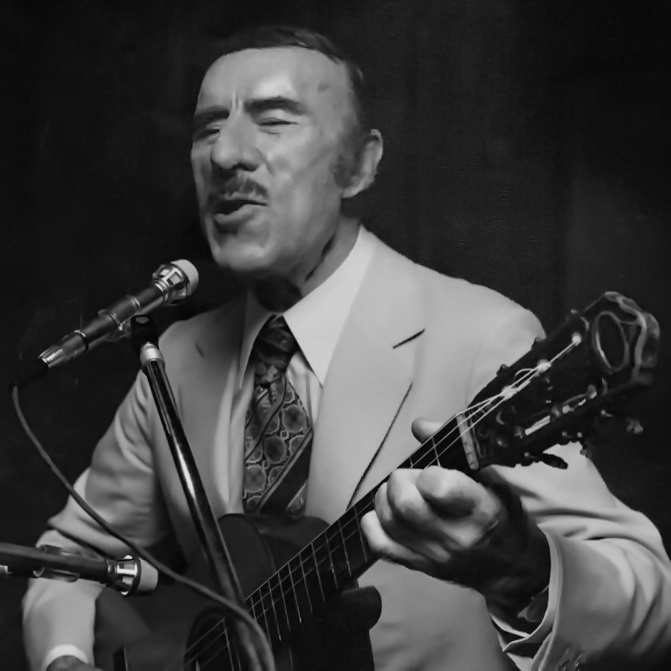
En concert, avant 1986.

Ayant trouvé gloire et fortune, Rivero quitte Troilo en 1950 et commence une carrière solo. Pour l'accompagnement, il alterne entre des quatuors de guitare et un orchestre complet jusqu'à la fin de sa carrière. Son musicien le plus fidèle est le guitariste Roberto Grela, qui était également le guitariste du quatuor de Troilo.
Les accompagnements à la guitare sont la marque des artistes de milonga pampeana, des premiers chanteurs de tango et même de Carlos Gardel dans sa jeunesse, mais les enregistrements de Rivero des années 1950, à une époque de domination totale des grands orchestres, sont un choix audacieux qui affirme une image de masculinité silencieuse de la campagne, par opposition à l'accent que le tango « urbain » met sur les histoires d'amour perdu.
Dans les années 1960, Salgán et Rivero enregistrent plusieurs morceaux ensemble, et Rivero collabore également avec d'autres artistes. En 1966, il apparaît dans le film Buenos Aires, verano 1912.

### El Viejo Almacén
À la fin des années 1960, le tango est devenu principalement un produit d'exportation, car les musiciens et le public vieillissent, et le format orchestral est resté celui des années 1940 et 1950. Même les grands artistes ont alors du mal à trouver des salles pour jouer.
Craignant pour la survie du tango, Rivero ouvre en 1969 El Viejo Almacén ("Le vieux magasin"), un club de tango dans le quartier de San Telmo. Son hospitalité est appréciée de nombreux visiteurs de Buenos Aires. Parmi les habitués, on compte  le chanteur Joan Manuel Serrat et l'écrivain Camilo José Cela.
La salle de Rivero est un lieu de tango où les musiciens savent qu'ils seront bien traités et payés à temps. Le parolier de tango Horacio Ferrer écrit une milonga sur l'almacén dont Rivero compose plus tard la musique et commence à appeler Rivero par son prénom oublié, Leonel, un geste que de nombreux amis imitent par la suite.
Rivero effectue une tournée au Japon en 1968 et y fait la connaissance de nombreux musiciens et danseurs. Il composé Arigato Japón et A lo Megata (en l'honneur de Tsunayoshi Tsunami Megata, l'un des meilleurs danseurs de tango de son âge). Les touristes japonais viennent régulièrement à son club de Buenos Aires.
Rivero anime une émission de télévision au début des années 1970, qui présente des artistes du club (comme Beba Bidart), ainsi qu'un dialogue animé parsemé de lunfardo. Certaines de ses prestations des années 1960 et 1970 avec Troilo et Grela sont retransmises à la télévision. En 1980, il participé au concert du 75e anniversaire d'Osvaldo Pugliese. Dans ses dernières années, il délègue le fonctionnement quotidien du club à son fils Edmundo ("Muni").
Rivero est hospitalisé fin 1985 et meurt d'une insuffisance cardiaque le 18 janvier 1986 à Buenos Aires.

## Discographie sélective
- Sur (peut-être le tango le plus populaire d'Argentine)
- El ciruja (une saga de la pègre saupoudrée de fortes doses de lunfardo )
- Amablemente (un sonnet chanté comme une milonga - les paroles mènent à une fin dramatique)
- Pucherito de gallina
- No te engañes corazón
- Malón de ausencia
- Yo te bendigo
- Falsía
- El último organito